# Карл Шарльє
Карл Вільгельм Людвіг Шарльє (швед. Carl Vilhelm Ludwig Charlier; 1 квітня 1862 — 5 листопада 1934) — шведський астроном.
Родився в Естерзунді. Освіту здобув у Упсальському університеті. У 1884—1887 — асистент Упсальської обсерваторії, в 1887—1888 — доцент Упсальського університету, в 1888—1890 — асистент Стокгольмської обсерваторії, в 1890—1897 — астроном-спостерігач Упсальської обсерваторії. У 1897—1927 — професор астрономії і директор обсерваторії Лундського університету.
Наукові роботи відносяться до різних областей астрономії, зокрема до небесної механіки, зоряної астрономії, космології. У 1908 опублікував нову теорію будови Всесвіту. В остаточному вигляді ця теорія була викладена ним в 1922. Відповідно до поглядів Шарльє Всесвіт являє собою нескінченну сукупність вхідних одна до одної систем все зростаючого порядку складності: окремі зірки утворюють галактику першого порядку; сукупність галактик першого порядку утворює галактику другого порядку (Метагалактику); сукупність галактик другого порядку утворює галактику третього порядку тощо. На підставі такого уявлення про будову Всесвіту Шарльє прийшов до висновку про те, що в структурно нескінченному Всесвіті фотометричний і гравітаційний парадокси усуваються, якщо відстані між рівноправними системами досить великі в порівнянні з їхніми розмірами і якщо безперервно і різко зменшується середня щільність космічної матерії в міру переходу до систем вищого порядку. Успішно застосував статистичні методи до вивчення просторового розподілу зірок в Галактиці і рухів зірок в околицях Сонця. Розвинув запропоновану Карлом Шварцшильдом теорію еліпсоїдального розподілу швидкостей зірок у Галактиці. Виявив існування систематичного зсуву власних рухів зірок на всіх галактичних довготах. Середня величина зсуву виявилася рівною приблизно 0,024" на рік, що могло служити вказівкою на факт обертання Галактики. Вивчав вікові збурення орбіт малих планет і обертання планет сплюсненої форми навколо осі в полі тяжіння Сонця. Розвинув отримане Жозефом-Луї Лагранжем рішення задачі визначення орбіти за трьома спостереженнями і привів його до виду, зручного для практичних обчислень. Отримав один з перших результатів з проблеми оцінки областей збіжності класичних небесно-механічних розкладень.
У небесну механіку увійшло поняття «криві Шарльє», в математичну статистику — «ряди Грама—Шарльє». Автор курсу «Небесна механіка» (т. 1 1902, т. 2 1907 році, рос. пер. 1966).
Медаль Джеймса Крейга Ватсона Національної АН США, медаль Кетрін Брюс Тихоокеанського астрономічного товариства (1933).